# Hängebank

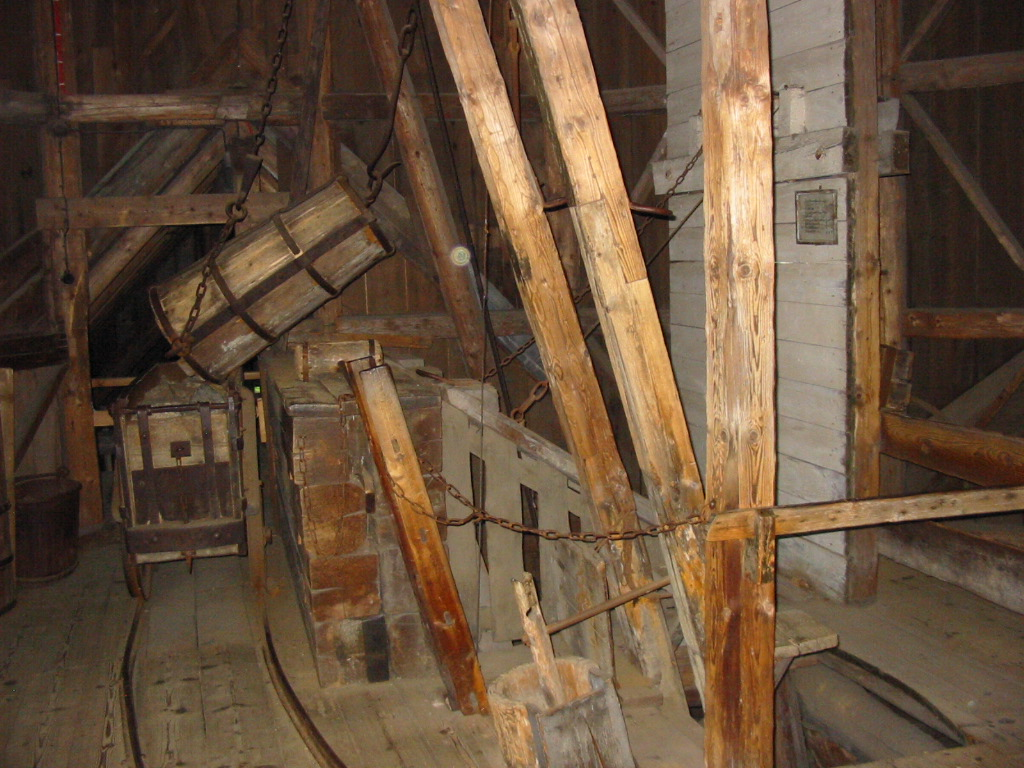
Originale Hängebank aus dem 19. Jahrhundert im Oberharzer Bergwerksmuseum

Als Hängebank werden im Bergbau die Vorrichtungen und Einbauten im Fördergebäude über Tage bezeichnet, die dem Entleeren der Fördergefäße und dem Einhängen von Material in den Schacht dienen.

## Wortherkunft

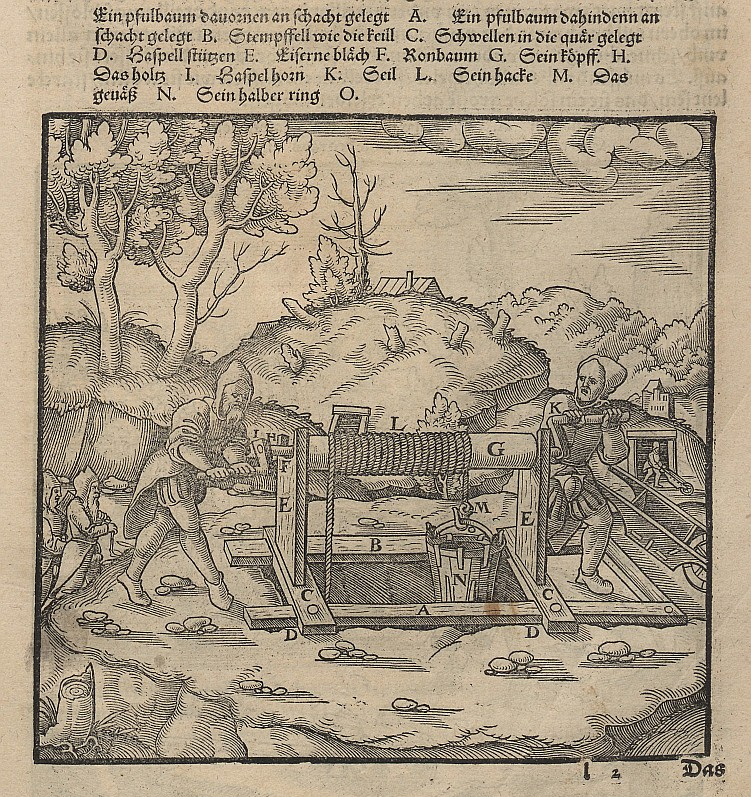
Haspelschacht nach Agricola

Hängebank ist ein alter bergmännischer Fachbegriff. Im vorindustriellen Bergbau, nach dem Übergang zum Tiefbau, wurde das Erz aus einfachen Haspelschächten an die Tagesoberfläche gefördert. Als Fördergefäße dienten Körbe, Tonnen oder Kübel aus Holz. Diese wurden unter Tage an das Förderseil „angeschlagen“ und über Tage abgesetzt, um sie wieder vom Seil „abzuschlagen“.
Als Hängebank bezeichnet man ...

„die beiden langen hölzer des obersten geviers eines treibschachtes, über welchen die kübel ein- und ausgehängt werden. …; daher auch allgemeiner mündung eines schachtes.“

## Geschichte
Die Bergleute im Mittelalter stürzten die Berge rings um die Schachtöffnung. Hatte die so entstandene Halde eine gewisse Höhe erreicht, so wurde die Hängebank aufgesattelt, d. h. erhöht. Auf diese Weise entstanden die typischen, von einer Kaue gekrönten, mittelalterlichen Rundhalden. Auch die weiteren Entwicklungen in der Schachtförderung bis zum Beginn des industriellen Zeitalters änderten an dieser Situation nichts grundsätzliches. Lediglich die Halden und Kauen wurden größer, über den Pferde- und Wassergöpel hin zu gemauerten Treibehäusern.
Erst das industrielle Zeitalter brachte eine Änderung, als die Fördermengen im Steinkohlen- und Salzbergbau immer weiter anstiegen und die Dampfmaschine es ermöglichte, das Fördergut mitsamt den Hunten zu Tage zu heben. Nunmehr war es erforderlich, für die Hunte über Tage Gleise anzulegen, und die Entwicklung zur erhöhten Hängebank führte zur Einführung der Bezeichnung Rasenhängebank für die bisher übliche Hängebank. Im Weiteren wird, zur besseren Differenzierung, der Begriff Höhenhängebank verwendet. In der Praxis ist diese Bezeichnung unüblich und es wird zwischen Hängebank und Rasenhängebank unterschieden.

## Ausführungen

### Rasenhängebank

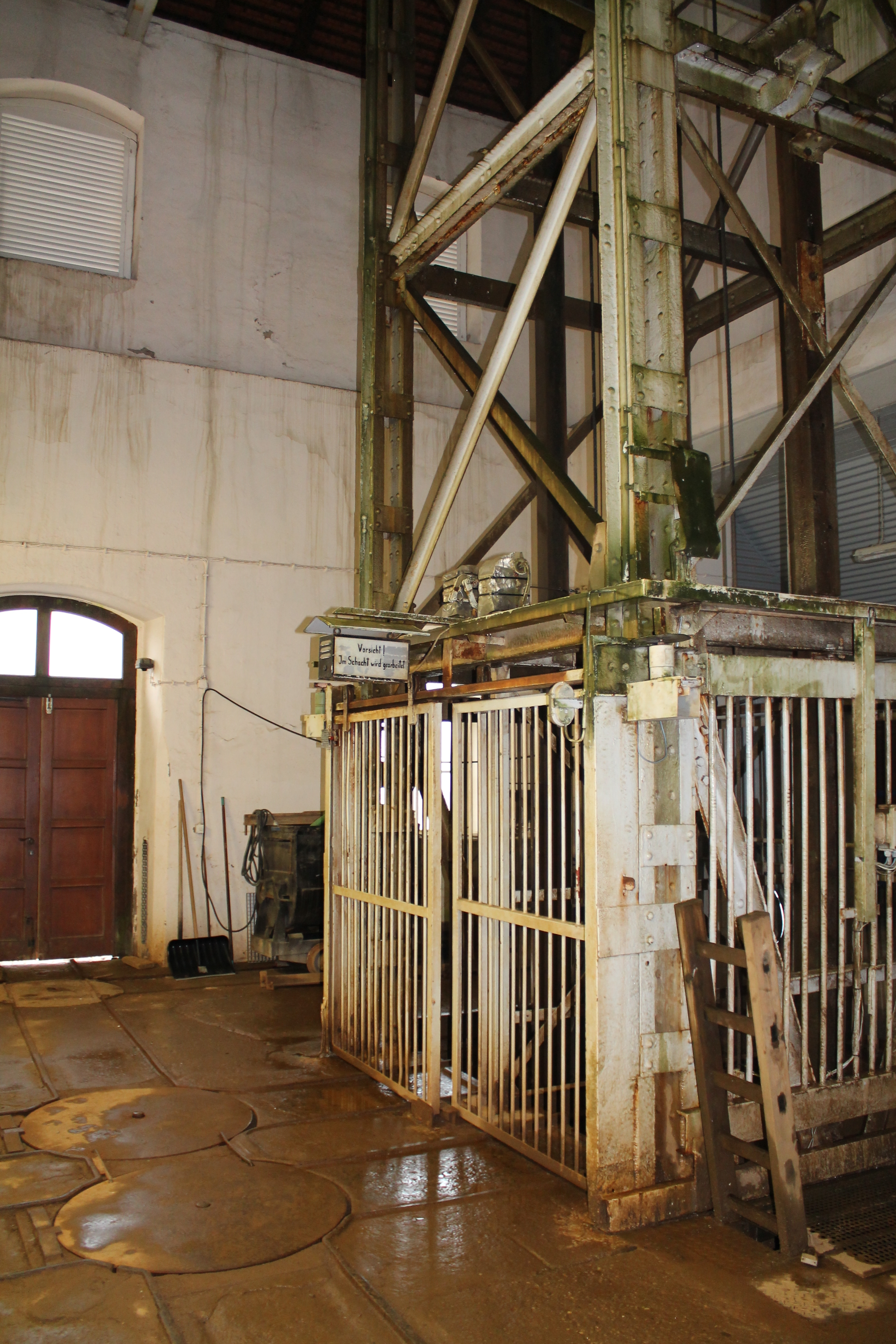
Rasenhängebank der „Reichen Zeche“ in Freiberg mit Drehplatten

Die Rasenhängebank befindet sich, wie der Name sagt, zu ebener Erde. Vorteile dieser Bauart sind eine geringere erforderliche Fördergerüsthöhe, geringerer Bauaufwand und die Entkopplung der nachgeschalteten Tagesanlagen wie Sieberei, Wäsche und Verladung. Nachteilig ist, dass man unter den Entladevorrichtungen Keller für die erforderlichen Bandanlagen schaffen muss.

### Höhenhängebank

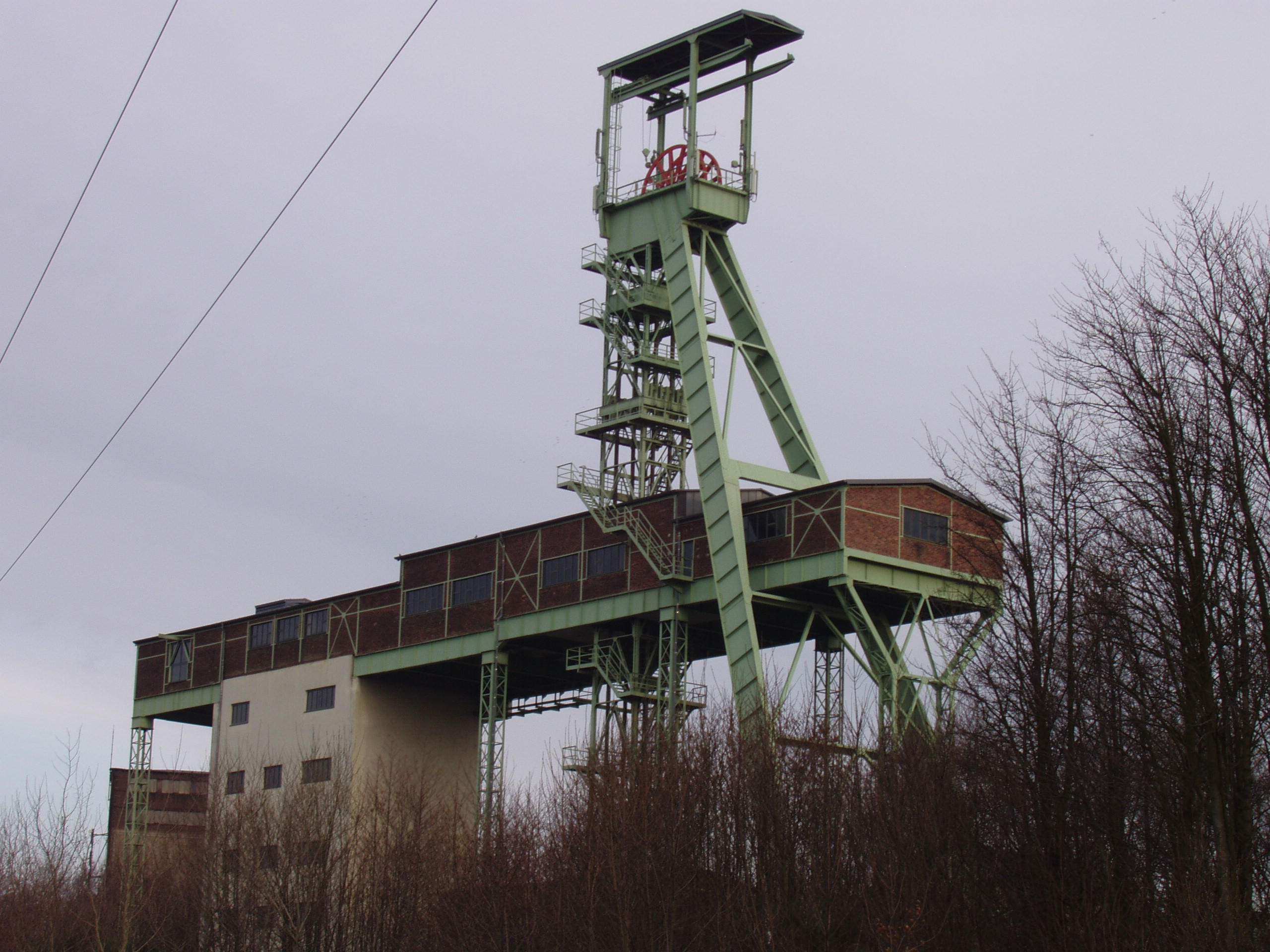
Markante Höhenhängebank als Förderbrücke des Schachtes Georg II in Willroth

Dies ist die klassische Ausführung für eine Schachtanlage des industriellen Zeitalters. Meist in einer Höhe von 10 bis 12 m über Gelände errichtet, bietet diese Ausführung etliche Vorteile sowohl bei Gestell- wie auch Gefäßförderung. Hauptsächlicher Vorteil ist, dass man die Höhe ausnutzt, um das Fördergut mittels Schwerkraft weiter zu fördern. So können die Bunker bei Gefäßförderung oberirdisch ausgeführt werden und bei einer Gestellförderung können die Hunte direkt in den Siebbunker entleert werden. Die Nachteile sind gleichzeitig die Vorteile der Rasenhängebank: größere Fördergerüsthöhe und höherer Bauaufwand; Sieberei und Wäsche sind in ihrer Anlage an das Höhenniveau der Hängebank gebunden.

### Wagenumlauf
Die ersten industriellen Hängebänke waren kaum mechanisiert, Aufschieben und Abziehen der Förderwagen geschah von Hand, ebenso der Transport zwischen Schachtöffnung und Wipper. Deshalb war dieser Typ Hängebank mit einem Plattenboden ausgestattet, d. h. der Boden war mit Stahlplatten belegt, wodurch die Wagen auch manuell leicht in jede gewünschte Richtung dirigiert werden konnten.
Später wurden Kettenbahnen und mechanische Aufschiebevorrichtungen eingesetzt, was zur Anlage von Gleisen auf den Hängebänken führte. Auch ging man von den einseitigen Füllorten und Hängebänken zu solchen mit Durchstoßförderung über, was eine erhebliche Steigerung der Produktivität zur Folge hatte, da jetzt der Aufschiebe- und Abziehvorgang gleichzeitig stattfand, d. h. über Tage wurden mit den leeren die vollen Hunte aus dem Gestell hinausgedrückt (und unter Tage die leeren mit den vollen). Die Hängebänke wurden nun in Voll- und Leerseite unterteilt. Auf der Vollseite hatten die Gleise leichtes Gefälle, so dass die Wagen selbständig zum Wipper liefen. Nach dem Wipper, nunmehr leer, liefen sie weiter mit Gefälle um eine 180°-Kurve bis zur Überhebekettenbahn, und wurden von dieser am Schacht vorbei auf das höhere Niveau der Leerseite gehoben und um eine weitere 180°-Kurve wieder in Richtung Schacht gedrückt, von wo aus sie dann wieder mit leichten Gefälle zum Schacht liefen.
Die weitere technische Entwicklung des Wagenumlaufs führte wieder zu Hängebänken ohne Gefälle, der Wagenumlauf wird hier durch Verschiebebühnen und der Antrieb der Förderwagen mittels Reibrädern realisiert. Diese Bauweise beansprucht weniger Platz und schont das Material, da die Wagen weniger mechanisch beansprucht werden; sie eignet sich sowohl für Rasen- wie für Höhenhängebänke.

### Gefäßförderung
Bei einer Gefäßförderung entfallen die Förderwagen. Die Fördergefäße (Skips) entleeren direkt in passende Bunkertaschen, von wo aus das Fördergut mittels Bandanlagen weitertransportiert wird. Eine eigentliche Hängebank ist hier nicht erforderlich.

### Einhängen von Material
Material, welches nicht in das Fördergefäß passt, wird in speziellen Materialcontainern unter das Fördergefäß gehängt und so nach Untertage gehangen. Es gibt Container, die horizontal an den Schacht herangefahren werden, mit einer Art Gelenk an die Unterseite des Fördergutträgers angeschlagen werden und dann durch Aufholen des Fördergutträgers in die vertikale Lage gebracht werden. Dieses Verfahren ist relativ aufwendig und beansprucht Zeit.
Eine andere Möglichkeit besteht darin, die Container mittels einer Einschienenhängebahn bereits vertikal bis unter den Fördergutträger, der eine passende Aufnahme hat, zu fahren. Diese Methode eignet sich gut bei einem hohen Materialaufkommen, erfordert aber eine große freie Höhe zwischen Rasen- und Höhenhängebank.

### Seilfahrt
Die Seilfahrt erfolgt üblicherweise über die Höhenhängebank, bei kleineren Gruben wird das Fördergestell durch den Maschinisten mehrmals umgesetzt, um alle Tragböden nutzen zu können. Sollen sehr viele Bergleute in kurzer Zeit einfahren, wie das bei den meisten Großbergwerken der Fall ist, so werden oberhalb der Hängebank noch Seilfahrtsbühnen eingebaut, um alle Etagen des Förderkorbes gleichzeitig zu erreichen.